# 오만 항공
오만 항공(영어: Oman Air, 아랍어: الطيران العماني)은 오만의 항공사로 본사는 오만 무스카트에 위치해 있으며 허브 공항은 무스카트 국제공항이 있다.

## 역사
1981년 합작 회사가 되면서 걸프 에어에서 13대의 항공기를 도입했다. 1982년부터 걸프 에어과 함께 정기노선 운항을 시작했다. 1993년 보잉 737-300 항공기로 무스카트와 살랄라간 노선에 취항했으며 같은 해 두바이에 국제선 노선을 처음으로 취항했다. 1994년 쿠웨이트, 카라치, 콜롬보 노선에 취항했다. 1995년부터 1997년까지 뭄바이, 다카, 아부다비, 도하, 첸나이 노선 운항을 시작했다. 1998년 국제 항공 운송 연합인 IATA(영어: International Air Transport Association)에 가입했다. 2007년 오만 정부는 지분을 33%에서 80%로 늘렸다. 또한 장거리 노선 운항을 위해서 오만 정부는 항공사에 대한 재평가 작업을 시작했다. 이 평가를 통해 오만 정부는 걸프 에어의 지분을 줄이고 사업에 집중하기로 결정했다. 2007년 방콕과 런던의 장거리 국제선 노선 운항을 시작했다. 에어버스 A330를 새로 도입하면서 장거리 노선을 확충했다. 2009년 오만 정부는 지분을 98.2%까지 높이면서 사실상 자회사가 되었다. 2010년 3월 1일부터 일부 노선에서 기내의 휴대폰 통화, SMS, 무선 인터넷 서비스를 세계 최초로 제공하기 시작했다.

## 운항 노선
- 2015년 8월 기준으로 오만 항공은 다음과 같은 노선을 운항하고 있다.

### 코드쉐어 협정
- 오만 항공은 다음과 같은 항공사와 코드쉐어 협정을 체결하고 있다.[1]

- KLM (스카이팀)
- 가루다 인도네시아 항공 (스카이팀)
- 걸프 에어
- 로얄 요르단 항공 (원월드)
- 루프트한자 (스타 얼라이언스)
- 말레이시아 항공 (원월드)
- 방콕 항공
- 사우디아라비아 항공 (스카이팀)
- 스리랑카 항공 (원월드)
- 에미레이트 항공
- 에티오피아 항공 (스타 얼라이언스)
- 카타르 항공 (원월드)
- 쿠웨이트 항공
- 타이 항공 (스타 얼라이언스)
- 터키항공 (스타 얼라이언스)

## 보유 기종
- 2020년 7월 기준으로 다음과 같이 보유하고 있으며, 평균 기령은 6.2년이다.[2][3]